# Nops nitidus
Nops nitidus  (лат.) — вид мелких пауков рода Nops из семейства Caponiidae. Южная Америка: Бразилия. Длина самок около 5 мм.
Вид Nops nitidus был впервые описан в 1907 году французским арахнологом Эженом Симоном (1848—1924). Таксон Nops nitidus включён в состав рода Nops MacLeay, 1839 вместе с Nops coccineus, Nops sublaevis, Nops mathani, Nops maculatus Simon, 1907 и другими видами.